# Liste des ponts sur le Loing
Cette liste contient les ponts présents sur le Loing. Elle est donnée par département de l'aval de la rivière vers son amont et précise pour chaque pont le nom des communes qu'il relie en commençant par celle située sur la rive gauche du fleuve.
On en dénombre de toutes sortes :
- voies routières ou autoroutières  +
- voies ferrées
- passerelles piétonnes

Certains ponts sont inscrits aux monuments historiques :
- pont inscrit

Cette liste n'indique pas les ponts présents au-dessus des affluents du Loing.

## Liste
| Image           | Pont                              | Rive gauche            | Milieu         | Rive droite            | Longueur totale | Localisation                | Type du pont   | Route/ ligne ferroviaire                      | Année          | Monument historique                  | Commentaire |
| Seine-et-Marne  | Seine-et-Marne                    | Seine-et-Marne         | Seine-et-Marne | Seine-et-Marne         | Seine-et-Marne  | Seine-et-Marne              | Seine-et-Marne | Seine-et-Marne                                | Seine-et-Marne | Seine-et-Marne                       | Seine-et-Marne |
| --------------- | --------------------------------- | ---------------------- | -------------- | ---------------------- | --------------- | --------------------------- | -------------- | --------------------------------------------- | -------------- | ------------------------------------ | --- |
| Image manquante | Passerelle de Saint-Mammès        | Moret-Loing-et-Orvanne |                | Saint-Mammès           |                 | 48° 23′ 11″ N, 2° 48′ 10″ E |                |                                               |                |                                      | |
|                 | Viaduc de Saint-Mammès            | Moret-Loing-et-Orvanne |                | Saint-Mammès           | 530 m           | 48° 22′ 50″ N, 2° 48′ 45″ E |                | Ligne de Paris-Lyon à Marseille-Saint-Charles | 1848           |                                      | |
|                 | Pont de Moret                     | Moret-Loing-et-Orvanne |                | Moret-Loing-et-Orvanne |                 | 48° 22′ 21″ N, 2° 49′ 09″ E |                |                                               |                | « PA00087145 », notice no PA00087145 | |
| Image manquante | Pont de La Genevraye              | Montigny-sur-Loing     |                | La Genevraye           |                 | 48° 20′ 05″ N, 2° 44′ 59″ E |                |                                               |                |                                      | |
|                 | Pont de Grez-sur-Loing            | Grez-sur-Loing         |                | Grez-sur-Loing         |                 | 48° 18′ 58″ N, 2° 41′ 36″ E |                |                                               |                | « PA00087020 », notice no PA00087020 | |
|                 | Pont Charles-Hochart              | Nemours                |                | Nemours                | 166 m           | 48° 16′ 44″ N, 2° 41′ 35″ E | pont à haubans | D 240                                         | 1997           |                                      | |
| Image manquante | Passerelle de l’écluse des Buttes | Nemours                |                | Nemours                |                 | 48° 16′ 22″ N, 2° 41′ 42″ E |                |                                               |                |                                      | |
|                 | Grand-Pont de Nemours             | Nemours                |                | Nemours                |                 | 48° 16′ 03″ N, 2° 41′ 53″ E |                |                                               |                | « PA00087167 », notice no PA00087167 | |
| Loiret          |                                   |                        |                |                        |                 |                             |                |                                               |                |                                      | |
| Image manquante | Pont de Dordives                  | Château-Landon Nargis  |                | Dordives               |                 |                             |                | D 43                                          |                |                                      | La frontière départementale et régionale entre la Seine-et-Marne et le Loiret passe de manière longitudinale par le pont. |
|                 | Viaduc du Loing (A19)             | Cepoy                  |                | Fontenay-sur-Loing     | 1 008 m         | 48° 03′ 37″ N, 2° 45′ 22″ E |                | A19 E 60                                      | 2009           |                                      | Traverse aussi le canal du Loing.                                                                                         |
|                 | Pont de la Chaussée               | Montargis              |                | Montargis              |                 | 47° 59′ 52″ N, 2° 44′ 13″ E |                |                                               |                |                                      | |
|                 | Pont de Montbouy                  | Montbouy               |                | Montbouy               |                 | 47° 51′ 39″ N, 2° 49′ 16″ E |                | D 93                                          |                |                                      | |
|                 |                                   |                        |                |                        |                 |                             |                |                                               |                |                                      | |